# اوست-سردنکان
اوست-سردنکان (به لاتین: Ust-Srednekan) یک منطقهٔ مسکونی در روسیه است که در استان ماگادان واقع شده‌است.